# Luis Duhau
Luis Antonio Duhau (Buenos Aires, 26 de diciembre de 1884 - Ib., 19 de abril de 1963) fue un ingeniero agrónomo, estanciero y político argentino, que ejerció como Ministro de Agricultura y Ganadería de su país entre 1933 y 1935.

## Biografía
Nieto de un inmigrante francés, se recibió de ingeniero agrónomo y era propietario de campos en la zona de Dolores y General Lavalle, en la provincia de Buenos Aires. En 1922 fue presidente de la Dirección de Desagües de la Provincia de Buenos Aires, y luego miembro del directorio del Banco de la Provincia de Buenos Aires. Entre 1926 y 1928 fue presidente de la Sociedad Rural Argentina. Más tarde fue miembro de la Comisión Nacional del Azúcar y del Centro Vitivinícola.
En 1931 fue elegido diputado nacional por el Partido Demócrata Nacional, para el período 1932-1934, que no completó: en agosto de 1933 fue nombrado Ministro de Agricultura por el presidente Agustín Pedro Justo. Durante su gestión tuvo lugar el Pacto Roca-Runciman, que recomponía las relaciones con el Reino Unido de forma tal que limitaba la autonomía económica de la Argentina a cambio de cuotas de carne vacuna enfriada, que era comprada por frigoríficos británicos, que no solo pagaban precios bajos a los productores sino que evadían impuestos a gran escala. La situación llegó a tal extremo de corrupción, que el senador Lisandro de la Torre interpeló a los ministros Luis Duhau, de Agricultura, y  Federico Pinedo, de Hacienda, en relación con los frigoríficos. Duhau ordenó a la Dirección de Rentas no colaborar en lo más mínimo con la comisión del Senado, y concurrió durante trece días consecutivos al Senado, para contestar las imputaciones de De la Torre. La gravedad de las acusaciones de De la Torre exasperó a Duhau, que prometió a De la Torre que "pagaría" las imputaciones que se le hacían. El día 23 de julio, De la Torre se acercó al escritorio de Duhau, quien agredió físicamente al senador; en medio del tumulto resultante, un pistolero asesinó de tres tiros al senador  Enzo Bordabehere; diversas fuentes acusaron al propio Duhau de haber ordenado al asesino concurrir armado al Senado. Semanas más tarde, Duhau presentó su renuncia al ministerio, y retó a duelo De la Torre, pero este rechazó el lance, negándole el carácter de "caballero".
Duhau no volvió a ocupar cargos públicos; quedó a cargo de las estancias de la familia y residió en el Palacio Duhau, construido alrededor de 1932 sobre la Avenida Alvear, en Buenos Aires. Falleció en el año 1963 en Buenos Aires, y sus restos descansan en el Cementerio de la Recoleta.